# The Quill (vulkan)
The Quill är en stratovulkan på den sydöstra delen av ön Sint Eustatius i Karibiska Nederländerna. Den är belägen inom Quill/Bovens nationalpark, cirka 2,5 kilometer öster om Oranjestad. Toppen på The Quill benämns Mazinga Peak och är 601 meter över havet.
Vulkanens senaste utbrott ägde rum omkring 400 e.Kr.